# Rudy Andeweg
Rudolf Bastiaan (Rudy) Andeweg (Leiden, 28 februari 1952 – aldaar, 28 juni 2024) was een Nederlands politicoloog, schrijver en hoogleraar empirische politicologie aan de Universiteit Leiden.

## Levensloop
Tussen 1964 en 1970 ging Andeweg naar het Rijnlands Lyceum Oegstgeest waar hij het gymnasium-alfa doorliep. Tussen 1970 en 1975 studeerde hij rechten aan de Universiteit van Leiden. Tussen 1971 en 1975 was hij onderzoeksassistent bij het departement politieke wetenschappen. In 1975 won hij een fellowship bij het Institute for International Education om een jaar in de Verenigde Staten te studeren. Tussen 1975 en 1976 volgde hij een Master of Arts in Politieke Wetenschappen aan de University of Michigan. Tussen 1976 en 1982 werkte hij aan zijn proefschrift Dutch Voters Adrift; on explanations of electoral change (1963-1977). Zijn promotors waren Galen Irwin en Hans Daalder.
Ondertussen was hij universitair docent politicologie. Dat bleef hij ook na zijn promotie. Daarnaast werkte hij tussen 1982 en 1983 als adviseur van Herman Tjeenk Willink, die regeringscommissaris Reorganisatie Rijksdienst was. In 1984 won hij een Huygens fellowship bij NWO. Tussen 1985 en 1988 was hij universitair hoofddocent politicologie aan de Universiteit Leiden en daarnaast parttime lecturer in Comparative Politics bij de Leiden campus van Webster University. In 1987 en 1995 was hij visiting fellow bij Nuffield College Oxford.
Tussen 1988 en 2018 was hij hoogleraar politicologie aan de Universiteit Leiden. Zijn oratie was getiteld "Tweeërlei Ministerraad; over besluitvorming in Nederlandse kabinetten". Tussen 1990 en 1993 en 2003 en 2006 was hij voorzitter van het departement politicologie en tussen 1996 en 1998 was hij decaan van faculteit der sociale wetenschappen. Tussen 2002 en 2003 was hij fellow bij het Netherlands Institute for Advanced Study in the Humanities and Social Sciences. In 2006 werd hij benoemd tot lid van de Koninklijke Nederlandse Academie van Wetenschappen, in 2007 tot lid van de Koninklijke Hollandsche Maatschappij der Wetenschappen, waarvan hij in 2018 Secretaris voor de Geestes- en Maatschappijwetenschappen werd.
Andeweg had een groot aantal posten in de academische wereld. Hij was lid van het editorial board geweest van een groot aantal wetenschappelijke tijdschriften waaronder Acta Politica, Legislative Studies Quarterly, Governance, West European Politics en Government and Opposition. Hij was tussen 2015 en 2018 voorzitter van de European Consortium of Political Research. Ook had hij verschillende bestuurlijke functies: hij was voorzitter van de Nederlandse Kring voor Wetenschap der Politiek tussen 2011 en 2015. Daarnaast was hij lid van de commissie voor Rechten en Openbaar Bestuur (1992-2001) en lid (vicevoorzitter) van het gebiedsbestuur Maatschappij- en Gedragswetenschappen (2005-2010) van NWO, en van de wetenschapscommissie van het NIAS (1997-2007). Maar hij was ook vicevoorzitter van het Leids Universiteits Fonds. Tussen 2006 en 2018 was hij lid van de Sociaal-Wetenschappelijke Raad van de Koninklijke Nederlandse Akademie van Wetenschappen. In 2017 werd hij lid (vicevoorzitter) van de Kiesraad.
Daarnaast was Andeweg lid van de Partij van de Arbeid (PvdA). Voor deze partij leidde hij in 2005 de projectgroep Democratie en Bestuurlijke Vernieuwing, ook wel bekend als commissie-Andeweg. Deze adviseerde de partij over bestuurlijke vernieuwing en schreef onder meer over de gekozen burgemeester, het kiesstelsel en het referendum.
Bij zijn afscheid als hoogleraar aan de Universiteit Leiden in 2018 werd hij benoemd tot officier in de Orde van Oranje-Nassau.
Prof.dr. R.B. Andeweg overleed in 2024 op 72-jarige leeftijd.

## Politicologisch onderzoek
Andeweg publiceerde over een groot aantal politicologische onderwerpen, onder andere kabinetsformaties, besluitvorming in kabinet en parlement, kiesgedrag en bureaucratisering. Andeweg was geïnteresseerd in de politiek als "King of Sports", namelijk de politiek als "kijksport".